# Pechbonnieu
Pechbonnieu (em occitano:  Puègbonieu) é uma comuna francesa na região administrativa da Occitânia, no departamento do Alto Garona. Estende-se por uma área de 7.52 km², com 4.429 habitantes, segundo o censo de 2018, com uma densidade de 590 hab/km².